# Bisdom Kinkala

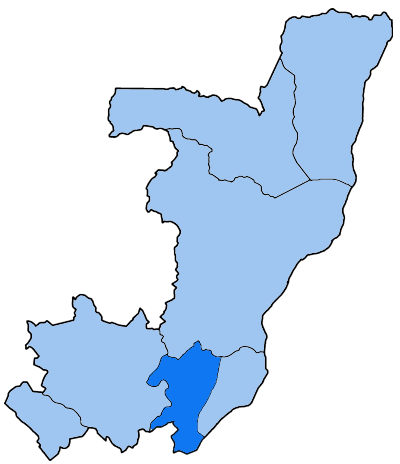
Bisdom Kinkala binnen Congo-Brazzaville

Het bisdom Kinkala (Latijn: Dioecesis Kinkalana) is een rooms-katholiek bisdom in Congo-Brazzaville en is suffragaan aan het aartsbisdom Brazzaville. Het bisdom telt 116.000 katholieken (2019), wat zo'n 54% van de totale bevolking is, en heeft een oppervlakte van 22.000 km². 

## Geschiedenis
- 3 oktober 1987: Oprichting als bisdom Kinkala uit delen van het aartsbisdom Brazzaville.

## Bisschoppen
- Anatole Milandou (3 oktober 1987 – 23 januari 2001, later aartsbisschop)
- Louis Portella Mbuyu (16 oktober 2001 - 5 maart 2020)
- Ildevert Mathurin Mouanga (sinds 5 maart 2020)